# حساسات
حساسات أو الفضيات (الاسم العلمي Atheriniformes)، رتبة أسماك بحرية نهرية من العظميات شعاعيات الزعانف. أنواعها نحو 354.